# Corfação
Corfação ou Corfacão (em árabe: خور فكان; romaniz.: Khor Fakkan) é uma cidade dos Emirados Árabes Unidos situada no emirado de Xarja. Segundo censo de 2015, tinha 39 151 habitantes. Está a 20 metros de altitude.

## História
Corfação teve um longa história de povoamento. Há evidências de buracos para pilares de madeira das tradicionais cabanas barasti chamadas arexe (areesh), similar àquelas encontradas Tel Abraque que datam do III ao I milênio a.C.. Cerca de 1500, Duarte Barbosa descreveu Corfação como uma vila "em torno da qual há vários jardins e fazendas".